# تأثير الإنسان على الشعاب المرجانية

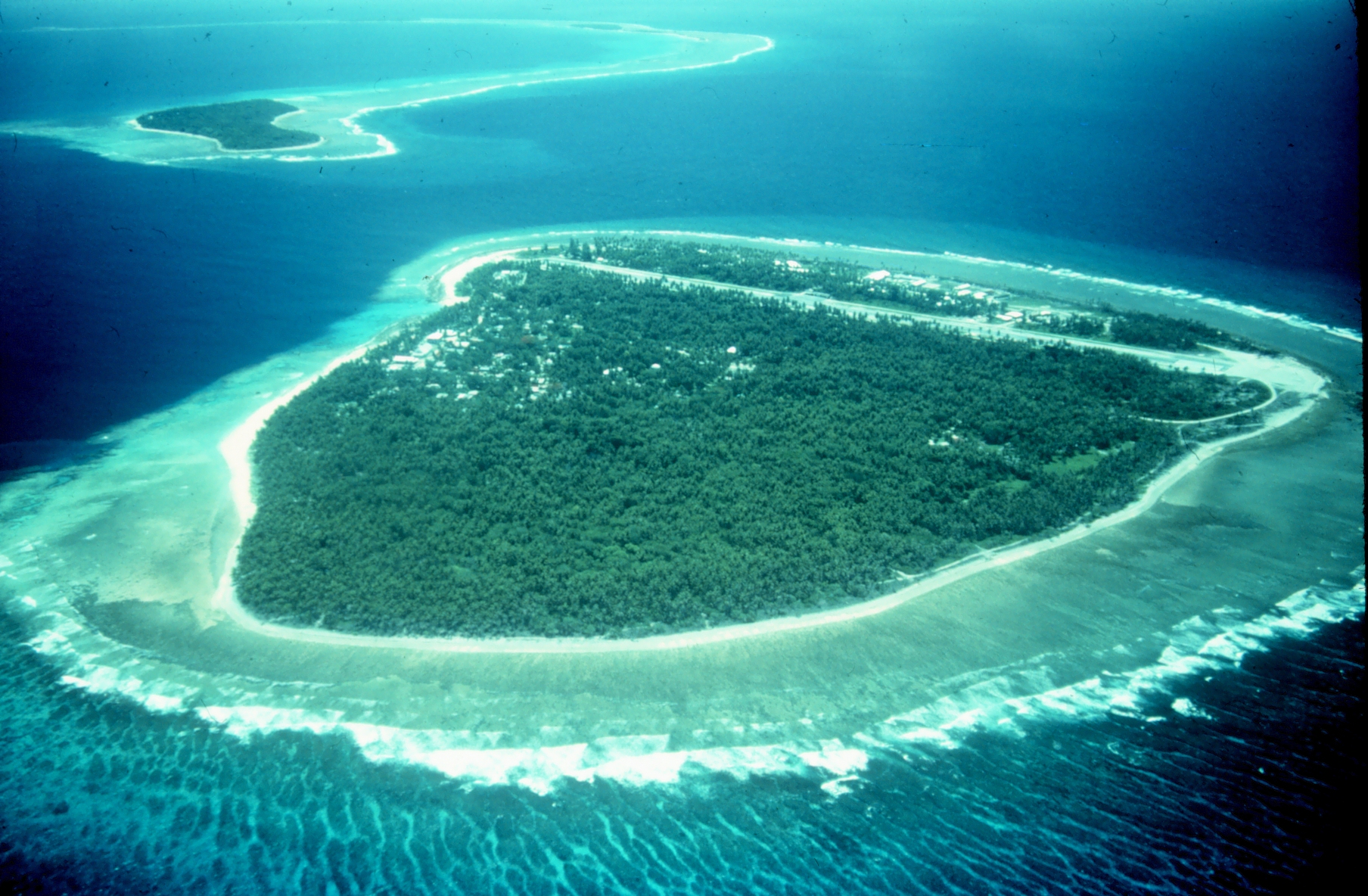
جزيرة و تظهر في الصورة أحد الأنواع الرئيسية الثلاث للشعاب المرجانية التي تسمى "fringing reef" في ياب,مايكرونيزيا.

تأثير الإنسان على الشعاب المرجانية يكون بسبب استخراج المرجان من البحار والمحيطات و أيضا بسبب التلوث المنتشر في البيئات المائية التي تعيش بها الشعاب المرجانية بالإضافة إلى الإفراط في صيد الأسماك والمخلوقات الأخرى و صيد الأسماك بالتفجير «الممنوع» و شق القنوات خلال الجزر والخلجان, كل هذه التأثيرات القادمة من الإنسان تشكل خطرا كبيرا على النظم الإيكولوجية و من ثم تتسبب في موت الشعاب المرجانية حول العالم. و تواجه الشعاب المرجانية أخطارا متزايدة بسبب التلوث البيئي والأمراض التي تصيبها وممارسات الصيد المدمرة وارتفاع درجة حرارة المحيطات.
ولأجل محاولة حل هذه الأسئلة لجأ الباحثون في المختبرات إلى دراسة العوامل المؤثرة على الشعاب وانتشارها في البحار والمحيطات. حيث ظهرت اللائحة طويلة وتشمل أسباب مثل تحميض المحيطات وبالوعة ثاني أكسيد الكربون والتغيرات الجوية والأشعة فوق البنفسجية و بعض أنواع الفيروسات بالإضافة إلى عواصف الغبار ومختلف أنواع الملوثات وبعض الطحالب. الشعاب المرجانية أيضا تواجه مخاطر بالقرب من المناطق الساحلية .
تقديرات عامة تقول بأن تقريبا 10% من الشعاب المرجانية حول العالم قد ماتت بالفعل. و تقديرات أخرى تظهر أن 60% من الشعاب المرجانية في خطر، بسبب نشاطات الإنسان المدمرة لبيئاتها ولها أيضا. الخطر الأكبر يتمركز في جنوب شرق آسيا حيث تطغى نسبة الشعاب المرجانية المهددة إلى 80%.

## القضايا

### المنافسة

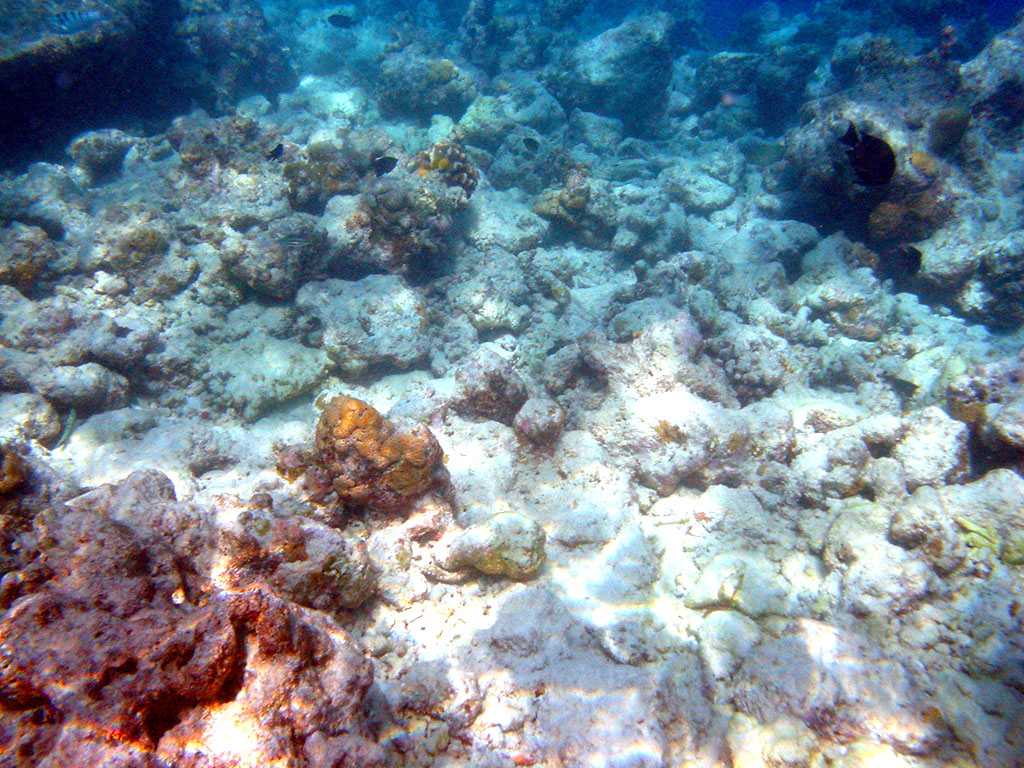
شعب مرجانية مبيضة

تحدث المنافسة وتظهر في بحر الكاريبي والمحيط الأطلسي الاستوائي حيث توجد مراحل طويلة من التلامس المباشر بين الشعاب المرجانية وبعض الأعشاب البحرية، حيث تبدأ عملية تضاد بيوكيميائي وإفراز مواد تعمل على الإضرار بالشعاب المرجانية وأنسجتها و تسبيب ظاهرة تبييض الشعاب المرجانية "Coral bleaching" و موت البعض من هذه الشعاب المرجانية. بعد ذلك تتوسع الأعشاب البحرية على حساب بيئة الشعاب المرجانية الميتة.
بمرور عام 2009 , ظهر أن 4% من الشعاب المرجانية يكسوها غطاء طحلبي بنسبة 50%. و حاليا لا يوجد توجه عالمي لبحث تمدد الطحالب .
تزدهر وتقوى المنافسة بين الأعشاب البحرية والطحالب في البيئة الغنية بالمغذيات وخلال غياب واضح للعاشبات. تشمل العاشبات أسماك مثل السمكة الببغائية و سمكة يونكورن.

### ممارسات الصيد
على الرغم من أن بعض الأسماك تستطيع أن تنتج أفرادا خصبة في مربي مائي صناعي، إلا أن 95% من هذه الأسماك يجلب من الشعاب المرجانية. الحصد الكثيف، خاصة في جنوب شرق آسيا ( يشمل أندونيسيا والفلبين ) يسبب ضررا بالشعاب المرجانية. و تفاقمت هذه المشكلة بسبب ممارسات الصيد المدمرة، كالصيد بالسيانيد والصيد بالتفجير. أكثر من ( 80 - 90%) من هذه الأسماك تصاد عن طريق نشر وحل مادة سيانيد الصوديوم السامة في مياه البحار وحيث تعيش وتختبئ هذه الأسماك. يؤدي هذا إلى تخدير السمكة، لتصاد بسهولة بالغة بعد ذلك ويذهب بها إلى المربى الصناعي. لكنها تموت بعد عدة أشهر بسبب ضرر كبدها . عدة تقارير وتقديرات تشير إلى أن 4,000 من صيادي الأسماك الفلبينيين أطلقوا ما يقرب من 1,000,000 كلجم (2,200,000 باوند) على الشعاب المرجانية الفلبينية فقط، أي بحوالي 150,000 كلجم كل سنة . تدفع المجتمعات التي تعتمد على الصيد إلى استخدام الصيد بالسيانيد بسبب الفقر المنتشر حيث 30% من السكان تحت خط الفقر.
الصيد بالتفجير هو مجرد أسلوب آخر للتدمير الخطير على الأسماك وبيئاتها المرجانية، حيث تنزل القنابل وأعواد الديناميد في الماء وتفجر، حيث تقتل جميع الأسماك داخل دائرة تأثير المتفجرات ومن ثم الشعاب المرجانية التي لا تحتاج بل تلقى في البحر كنتائج ثانوية عن عملية الصيد بالتفجير. حيث تدمر بيئات الشعب المرجانية وبنيتها الأساسية وتذهب بالحيوانات المفيدة لصحة وسلامة الشعب المرجانية. الميورامي تقنية صيد تعتمد على إسقاط شبكة على أماكن تواجد السمك ومن ثم إنزال حجارة في الشبكة لإثارة السمك وتسبب هذه الطريقة في الصيد بتدمير الشعب المرجانية. تم التفويض بعدم قانونية الميورامي في الثمانينات من القرن الماضي 1980.
معدات الصيد تسبب أضرارا بالشعاب من خلال التلامس المباشر مع بنيتها وركائزها. مثل بعض أنواع الشبكات الضارة وأفخاخ الأسماك التي تسبب التشابك مع الشعاب ومن ثم موتها. حيث ينزل الصياد خيوط الشبكة إلى الشعاب المرجانية فتعلق بها، وعندما يريد إخراج الشبكة لا يستطيع بسبب تشابكها مع خيوط الشبكة، فيضطر إلى قطعها ومن ثم تبقى معلقة بالشعاب وتسبب تآكل وكشط سطح الشعاب وأنسجتها العليا والبوليب . تستطيع الشعاب المرجانية بطبيعتها إغلاق الخدوش الحاصلة، لكن الخدوش الكبيرة أو الغائرة الطويلة تصعب وتعقد من عملية إعادة البناء.

## قراءات متقدمة
- Barber, Charles V. and Vaughan R. Pratt. 1998. Poison and Profit: Cyanide Fishing in the Indo-Pacific. Environment, تايلور وفرانسيس.
- Martin, Glen. 2002. "The depths of destruction Dynamite fishing ravages Philippines' precious coral reefs". San Francisco Chronicle, 30 May 2002

## وصلات خارجية
- Hoegh-Guldberg، Ove (1999). "Climate Change: Coral Reefs on the Edge". Global Change Institute, University of Queensland. مؤرشف من الأصل في 2016-08-19.
- NOAA Report: The State of Coral Reef Ecosystems of the United States and Pacific Freely Associated States: 2008
- A special report on the plight of the planet's coral reefs—and how you can help—from Mother Jones magazine